# Station Le Molay-Littry
Station Le Molay-Littry is een spoorweghalte gelegen op het grondgebied van de Franse gemeente Le Molay-Littry, in het departement Calvados (Normandië) Het station ligt aan de lijn van Mantes-la-Jolie naar Cherbourg.
Zij wordt bediend door treinen van het netwerk Nomad Train op de trajecten Caen - Cherbourg en Caen - Coutances.

## Ligging
Het station bevindt zich op kilometerpunt (PK) 282,604 van de lijn van Mantes-la-Jolie naar Cherbourg, tussen de stations van Bayeux en Lison.

## Geschiedenis
Het station is vermoedelijk in 1858 geopend, tegelijkertijd met de rest van het tracédeel. Het had een reizigersgebouw dat leek op dat in Bayeux, maar dat is voor de 21ste eeuw gesloopt.
Sinds 1996 is het geen stop meer voor Intercités-treinen.

## Bediening
Le Molay-Littry wordt bediend door Nomad Train-treinen, die verbindingen onderhouden van Caen naar Cherbourg en van Caen naar Coutances.